# Eneas de Caprara

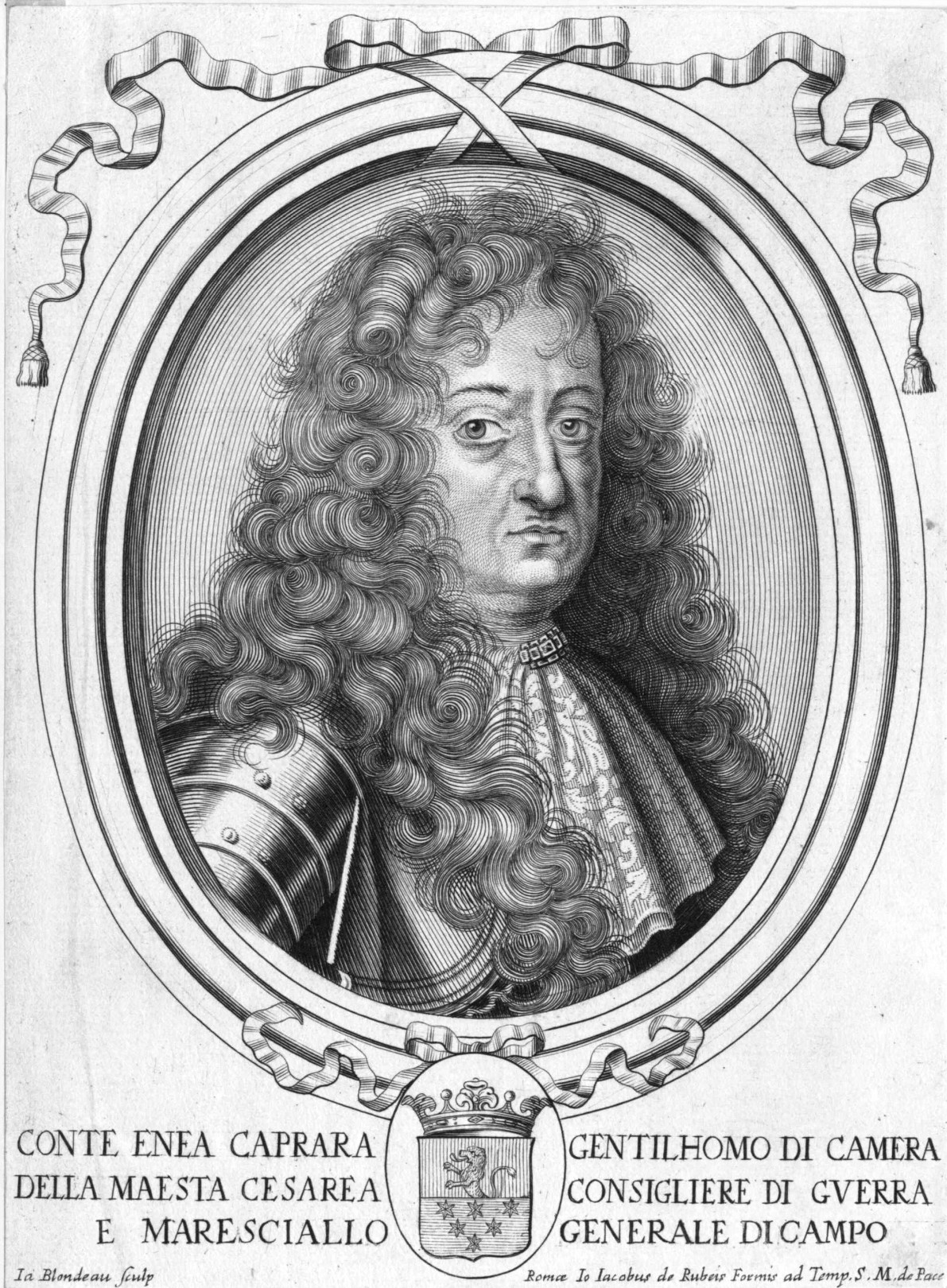
Conde Eneas Sylivius de Caprara (Enea Silvio de Caprara), mariscal de campo imperial, grabado por GG Rossi

El Conde Eneas Sylvius de Caprara (Bolonia, 1631 - febrero 1701), también conocido como Enea Silvio o Äneas Sylvius von Caprara, fue un Mariscal de Campo austriaco durante la Guerra de los Nueve Años.

## Biografía
Nació en Bolonia, Estados Pontificios, hijo del conde Niccolò Caprara, descendiente de los generales Raimondo Montecuccoli y Ottavio Piccolomini. Sirvió bajo el mando de Carlos V, duque de Lorena, durante la guerra holandesa en las batallas de Sinsheim, Enzheim y Mulhouse, donde fue capturado. Liberado más tarde, Caprara aliviará el asedio en Offenburg en 1677, antes de que la guerra termine al año siguiente.
En 1683, durante la Gran Guerra Turca, Caprara vuelve de nuevo al servicio de Carlos de Lorena para contener el avance turco en Hungría, ganando pronto la distinción tras el asedio y la conquista de Nové Zámky del 7 de julio al 17 de agosto de 1685.
Al comienzo de la guerra de los Nueve Años, Caprara fue nombrado comandante en jefe de las fuerzas imperiales en el norte de Italia, donde, en 1692, participó en la campaña del Delfinado. Destinado a Hungría dos años más tarde, Caprara seguirá siendo comandante en jefe de las fuerzas imperiales en la región hasta su retiro en 1696, sirviendo como vicepresidente del Consejo de Guerra Imperial hasta su muerte en febrero de 1701.